# ایشیکاگه گای
ایشیکاگه گای (به ژاپنی: イシカゲガイ) یک نوع صدف از سرده کلینوکاردیوم است. گوشت سفید و لطیف بوده و یک از عناصری که در تهیه سوشی در ژاپن استفاده می‌شود. از خلیج داخلی تا کیوشو. در کف گل آلود شنی در عمق ۱۰ تا ۵۰ متری ساکن است. طول پوسته ۵٫۵ سانتی‌متر. پوسته پهن و بیضی شکل است. حدود ۳۲ دنده گرد شعاعی با بین دنده‌های باریک وجود دارد. یک شیار موازی در حاشیه خلفی وجود دارد که یک سپر نسبتاً گسترده را تشکیل می‌دهد. سطح کوچک ماه کم عمق است و پوسته سمت راست پهن است. داخل پوسته سفید است.